# 세계시민교육
세계시민교육(Global Citizenship Education, GCE)은 인류보편적 가치인 세계 평화, 인권, 문화다양성 등에 대해 폭넓게 이해하고 실천하는 책임 있는 시민을 양성하는 교육이다.

## 배경
2015 세계교육포럼 개최를 계기로 지속가능발전목표 시대의 새로운 국제 교육의제로 부상하였으며, 2030년까지 유네스코 및 유엔의 교육발전목표에도 반영되었다.

## 같이 보기
- 세계교육포럼